# Фредерік VIII
Фредерік VIII (дан. Frederik 8.; 3 червня 1843, Копенгаген — 14 травня 1912, Гамбург) — король Данії від 29 січня 1906 року. Старший син короля Кристіана IX і Луїзи Гессен-Кассельської. Належав до династії Глюксбургів. За 43 роки в статусі спадкоємця престолу отримав прізвисько «вічний кронпринц» (дан. den evige kronprins)

## Біографія
Крістіан Фредерік народився 3 червня 1843 року в Жовтому палаці Копенгагена. Він був первістком у родині принца Крістіана Шлезвіг-Гольштейн-Зондербурзького і його дружини Луїзи Гессен-Кассельської. Згодом у сім'ї народилося ще двоє синів — Георг і Вальдемар і три дочки — Олександра, Дагмара, Тіра.
У 1847 батько, волею короля Крістіана VIII, був проголошений спадкоємцем данського престолу після кронпринца Фредеріка, який не міг мати дітей.
Фредерік отримав добру військову підготовку. Після цього вивчав у Оксфорді політичні науки, цікавився культурою та мистецтвом. Відвідав Лондон, Париж, Берлін, Стокгольм, Фарерські острови та Ісландію.
У листопаді 1863 батько Фредеріка став королем під іменем Кристіана IX, а сам він був оголошений кронпринцем.
Як спадкоємець престолу, отримав місце у Державній раді, допомагав батькові в роботі з урядом. Брав формальну участь в Данській війні 1864 проти Австрії та Пруссії.
Мати сподівалася одружити його з котроюсь із доньок королеви Вікторії, проте намір не був реалізований. У липні 1868 Фредерік заручився із шведською принцесою Луїзою, дочкою правлячого короля Карла XV Бернадота. Вперше наречені бачилися у 1862, ідея ближчого знайомства виявилася вдалою. 28 липня 1869 у Королівському палаці Стокгольму пройшло вінчання. Резиденцією молодят став Амалієнборг, літо родина проводила у Шарлоттенлунді за містом. У подружжя народилося восьмеро дітей.
У січні 1906 року зійшов на престол.
У багатьох відносинах Фредерік був ліберальним правителем, більш схильним до парламентської системи, ніж його батько. В 1907 він сформував комісію з розробки законопроєкту про часткове самоврядування Ісландії, але кінцевий результат не був досягнутий. Популярність Фредеріка була заснована на його щирості в політиці і простому способі життя. Через похилий вік і слабке здоров'я правив Фредерік недовго.
Під час повернення з поїздки по Франції Фредерік ненадовго зупинився в Гамбурзі, в готелі Hamburger Hof. Прибувши ввечері в готель, він інкогніто вирушив на прогулянку вулицею Юнгфернштіг (нім. Jungfernstieg). По дорозі король знепритомнів, впав на паркову лавку і помер. Тіло було виявлено поліцією і доставлено в лікарню, де лікарі констатували смерть від серцевого нападу. Фредерік, як і багато інших членів королівської сім'ї, був похований в соборі міста Роскілле.
Нащадки Фредеріка правлять в Данії, Норвегії (діти його сина, принца Карла), Бельгії та Люксембурзі (діти його дочки, принцеси Інгеборги).

## Родина

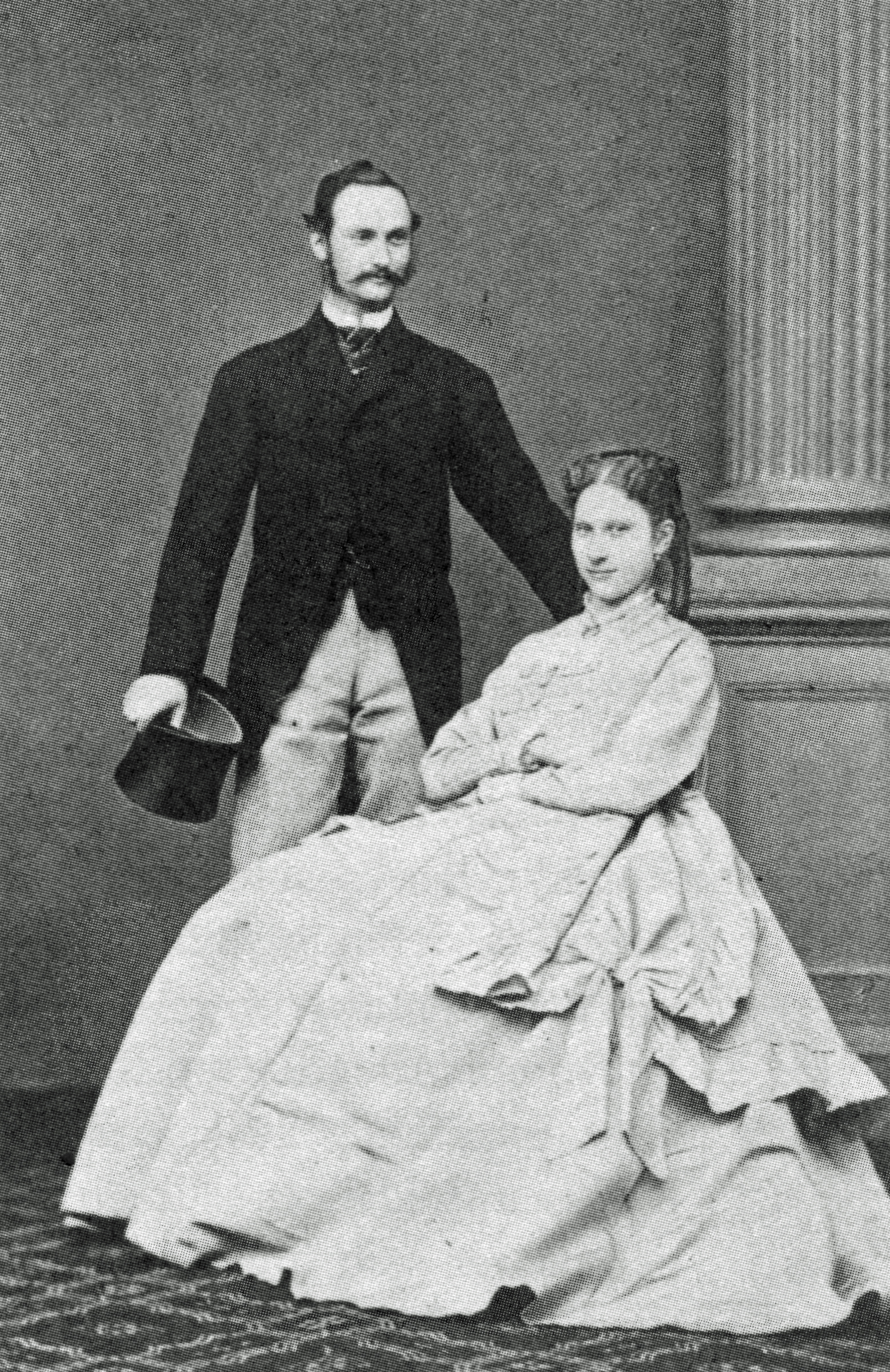
Фредерік і Луїза.

Дружина — Луїза Шведська
Діти:
- Кристіан (1870–1947) — наступний король Данії у 1912–1947 роках, був одружений із Александріною Мекленбург-Шверінською, мав двох синів;
- Карл (1872–1957) — король Норвегії у 1905–1957, був одружений із Мод Великобританською, мали єдиного сина;
- Луїза (1875–1906) — дружина принца Шаумбург-Ліппе Фрідріха, мала трьох дітей;
- Гаральд (1876–1949) — був одружений із Оленою Глюксбурзькою, мав п'ятеро дітей;
- Інгеборга (1878–1958) — дружина герцога Вестерготландського Карла, мали трьох дочок та сина;
- Тіра (1880–1945) — неодружена, дітей не мала;
- Густав (1887–1944) — неодружений, дітей не мав;
- Дагмара (1890–1961) — дружина графа Йоргена Кастенскьольда, мала із ним четверо дітей.